# Вокабула

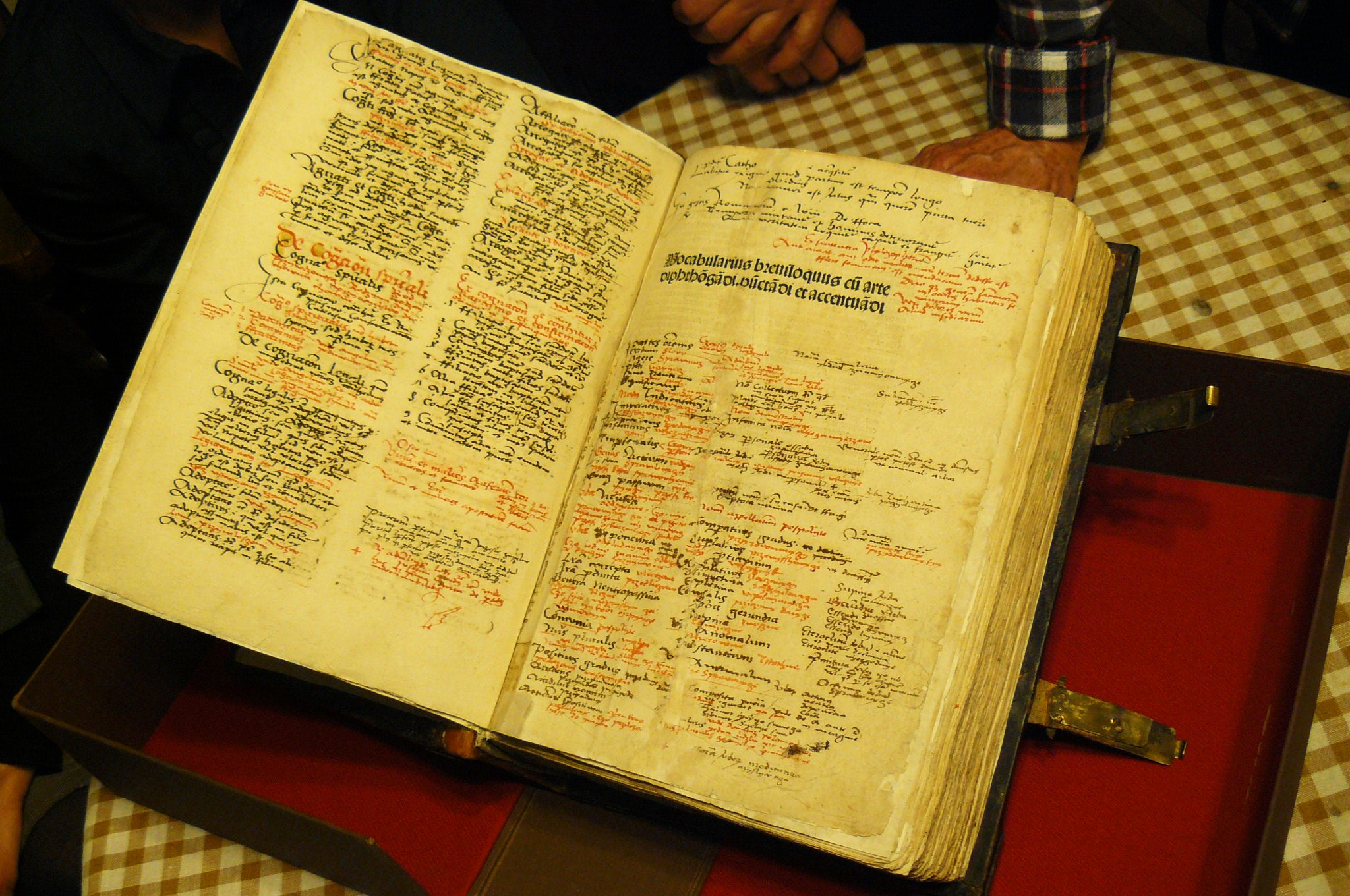
Vocabularis breviloquus BUAM

Вока́була (от лат. vocabulum «слово, имя, название») — отдельно взятое слово для заучивания наизусть при первоначальном обучении языкам; в заголовке словарной статьи — основное определяющее слово или словосочетание, выделенное полужирным шрифтом с указанием ударения; предмет изучения в лексикологии и лексикографии.

## Происхождение термина
Происхождение этого термина связано с появлением первых словников — печатных словарей-азбуковников. Первый печатный западнорусский словник для школьного обучения Лаврентия Зизания (1596) состоял из вокабул или глосс (1061 единиц), которые не входили в состав разговорного языка. При составлении словника Зизаний использовал дифференцированный подход, ставший в дальнейшем основным лексикографическим методом построения словарей. В 1627 году Памво Берында использовал тот же подход при создании своего «Лексикона славеноросского». 

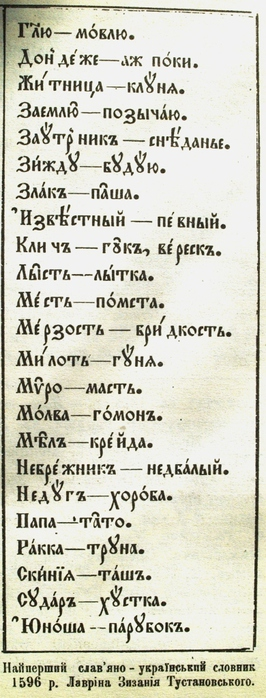
Первый церковнословянский словник Лаврентия Зизания

В эпоху Петра I грамматическая литература состояла в основном из немногих учебников, основанных на грамматике Мелетия Смотрицкого (1619), «Лексикона» Федора Поликарпова (1704) и латино-немецко-русских вокабул Ильи Копиевича (Копиевского) («Nomenclator in lingua latina, germanbnica et russica», 1700),.
Сравнение русской грамматики со славянской было напечатано в Оксфорде лишь в 1696 году в учебнике на латинском языке немецким филологом Генрихом Лудольфом (1655—1712), то есть через сто лет после появления первой славянской грамматики Лаврентия Зизания. Этот учебник хотя и был написан на латыни, однако был посвящён с большой благодарностью великому князю Борису Голицину (1654—1714) — воспитателю юного Петра Алексеевича (1672—1725)) и стольнику русского царя Феодора Алексеевича (1661—1682) — c таким предисловием: «Так как я сам был очевидцем Твоей особой милости и просвященной благосклонности к иностранцам, то решился посвятить Твоему Высочеству этот учебник русского языка».
В первой половине 1710-гг. в качестве приложения к историческому труду начальник Московского печатного двора Фёдор Поликарпов составил первый крупный словарь иностранных слов, наводнивших тогда русский язык, под названием «Лексикон вокабулам новым по алфавиту». Рукопись была отсмотрена Петром I, который сделал множество замечаний на её полях и внёс краткие собственноручные поправки в словах на первые четыре буквы алфавита (так, к слову амнистия, истолкованному первоначально словом беспамятство, рукою Петра добавлено пояснение: «забытие погрешений»). Историческое произведение императору не понравилось, и словарь остался ненапечатанным вплоть до XX века (исторический труд же не опубликован до сих пор). Всего в рукописи помещено 503 заимствования, среди которых некоторые слова, такие как адмиралтейство, инструмент, карта и др., прочно вошли в словарный состав русского языка.
Очередным важнейшим этапом в развитии российской лексикографии становятся подготовительные работы под руководством М. В. Ломоносова (1711—1765) по созданию толкового словаря русского языка в Санкт-Петербургской Академии наук, основанной указом императора Петра I. Вышедший в 6 частях в 1789—1794 годах Словарь Академии Российской содержал 43 257 слов, в него вошли новые слова и термины, введённые Ломоносовым в науку, и использованы заложенные Ломоносовым правила лексикографии.
В утверждённом императрицей Елизаветой Петровной (1709—1762) 25 января 1755 г. «Проекте об учреждении Московского университета и двух гимназий» в 28 и 29 параграфах содержится прямое указание: «Всяк желающий в Университете слушать профессорских лекций, должен наперед научиться языкам и первым основаниям наук. В двух нижних классах обучать первые основания и разговоры с вокабулами немецкого и французского языков».
В том же 1755 г. выходит в свет «Российская грамматика», составленная Ломоносовым. Основой её послужила «Грамматика» Мелентия Смотрицкого. Последующие грамматики (в том числе, грамматика Российской Академии наук 1794 г.) опирались на «Российскую грамматику» Михаила Ломоносова.

## Понятие
Вокабула, или отдельно взятое слово в разговорниках, энциклопедиях и словарях иностранного языка, — является предметом изучения в семантике, лексикологии и лексикографии. Список вокабул в энциклопедических словарях, определяющий лексический состав словаря, называется вокабулярием (от лат. vocabularium «лексика»). Это то же самое, что и словник или глоссарий.
Кроме толкования вокабулы, так называемых дефиниций, словарная статья может содержать лексикографические пометы: краткий перевод, транскрипцию, грамматические формы, семантику и этимологию этого слова. Поэтому существуют два основных направления обработки вокабул и, следовательно, две большие группы словарей: словари языковые и словари энциклопедические (тематические). Первые обращают внимание на грамматику слова, а вторые — на суть обозначенного вакабулой предмета и явления.  Словари, имеющие и левую и правую сторону, в теории актуального членения предложения сравнивают с высказыванием, темой которого является левая сторона словаря (вокабула), а ремой — правая сторона, раскрывающая её содержание. В российской лексикографии принято рассматривать вокабулу в составе и неразрывной связи с правой частью словарной статьи, т.к. отдельные толкования этого слова значительно сужают полное значение термина.

### Синонимы
У вокабулы довольно много синонимов, которые, естественно, имеют право на употребление в живой речи, но при этом, как термины, обладают рядом недостатков. Например, словарная единица или языковая единица, заглавная единица, заглавное слово, заголовочное слово, ключевое или реестровое слово, чёрное слово — всё это двусоста́вные определения вводящего слова, расположенного в начале словарной статьи, хотя таковым может быть не только слово, но и словосочетание, фразеологическая единица, радиксоид (корень слова), индекс и, даже, префикс.
До сих пор в русском языке слова из древнегреческого и латинского языков участвуют в образовании терминов и производных от них. В «Словаре русской ономастической терминологии» отмечено: "предпочтительнее, чтобы в основе термина находилось слово греческого или латинского происхождения, отвечающее требованию моносемантичности". Поэтому в современной научной лексикографии термин вокабула является полноценным синонимом термина заголовочная единица.  Однососта́вный термин глосса (и, соответственно, глоссарий) фактически являясь синонимом вокабулы (и вокабулярия), тем не менее, имеет отличие в части механизма его применения. На примере Глоссария Википедии видно, что список его глосс имеет специальное техническое назначение.

### Отличительные свойства
Термин «вокабула» в отличие от слова в его естественном значении обладает ярко выраженной когнитивной (познавательной) функцией, что даёт основание рассматривать этот термин как категорию когнитивной лингвистики и когнитивной психологии. Так вокабулами в тексте человек может назвать не всякие слова, а только те, которые являются малоизученными, непонятными или совсем непонятными, то есть не входят в его словарный запас. Процесс размещения вокабул в словаре называется вокабуляризацией и во многом зависит от лексикографических предпочтений составителя словаря и его когнитивных интересов. Отбор лексики при комплектовании вокабулярия, как и сама словарная обработка, — исключительно разноплановая работа, поэтому типология словарей пока не имеет единых критериев классификации. При этом и материалы, и опыт составления предшествующих словарей всегда используется лексикографами при подготовке к печати новых словарей, и всякий словарь может быть рассмотрен как отдельное звено в непрерывной цепи познания языка. Как отмечает российский лингвист проф. Супрун В.И.: при многоязычной разработке ономастических терминов обнаруживается несовпадение в понимании той или иной единицы представителями различных народов..

### Примеры
"А вы знаете, чем он теперь особенно занимается?" спросил он Ивана Федоровича, — "французские вокабулы наизусть учит; у него под подушкой тетрадка лежит и французские слова русскими буквами кем-то записаны, хе-хе-хе!".
— «Братья Карамазовы»,Федор Достоевский,

Инструкция, составленная под руководством С.А.Венгерова, удачно разрешает многие вопросы словарной техники.  Накопленная им словарная картотека значительно облегчает дальнейшую вокабуляризацию Пушкинского текста.
— О Пушкинском словаре.

Ривароля нельзя отнести к трудным авторам, это не соответствовало бы его характеру. Вокабулы его словаря просты, тематика удерживается в рамках общей образованности и предполагает некоторое знакомство с историей Французской революции.
— «Ривароль. О переводе.», Эрнст Юнгер

Некоторые  из  описываемых  телодвижений, поз и мимических фигур могут при этом входить в  Словарь на правах самостоятельных единиц  —  вокабул:  ср., например, отвести глаза, делать большие глаза, отвернуться  и целый ряд других.
— «Невербальная семиотика», Г.Е.Крейдлин